# 湖南實業銀行
湖南實業銀行成立於1912年，總行設在長沙，發行有銀兩、銀元票和銅元票，至1916年3月止，銀兩票發行達102.85萬兩，銀元票343.81萬元，銅元票5，885萬串，延至1918年倒閉。

## 簡介
民國元年，譚延闓任湖南都督，楊榮琇為實業司長。楊鑒於省內各礦廠……之振興，非得充沛資金之資助，藉之發展。乃倡議籌設實業銀行，使資金集中運用，加速周轉，得充分發揮其潛力，以達振興之旨，經省府會議通過，准於設立在案，隨即制訂組織章程。行名：“湖南實業銀行”。官商合資經營，資本定為100萬兩，官股由湖南銀行劃撥50萬兩，商股由各礦廠及有志于投資實業事業者均可認股。總行設長沙，分行常德、平江……視需陸續增設。章則中也列入得發行流通紙幣之權。至於人事由省府委曹訓農（浚湘為總經理，辦理陳鴻漸（為麒），並聘約原達順錢莊經理饒樹榮（江西人）為業務經理，以資借重。長沙總行于元年某月（缺）開業後，曹氏在陳、饒配合下，共同悉心經營，推廣業務，對礦廠受益尤多。
初發行由楚南印刷公司代印之一、五兩銀票，謹慎發用，頗具信譽。二年添印洋銀一元票，由華生石印局代印。
二年初，都督譚去職，北京袁政府任命湯薌銘督湘。湯於八月到任，為了集中財權和整頓湖南銀行，令湖南實業銀行歸併湖南銀行。另設專部繼續經現實業一應事項。而實業銀行商股股東加以否決，並經曹氏力爭，未能挽轉，於是曹氏親赴北京，與有關各部陳述實業銀行之需和開業來所取得成就等等。後得財政部指令：令改組和增加資本為200萬元，以符部定。再經曹氏之奔波籌畫，集得商股150萬元，而湖南銀行人股數減為四分之一資本額，即50萬元，有否及時撥足不詳。新股東會決議曹、陳、饒均蟬聯擔任原職。
二年，由於市間銅元越見短少，行方經申報，而交湘鄂印刷公司印製石印版銅元票．未料及甫始發外，即出現大量偽票，故即行停發。因而累及前發各票之信譽，雖經陸續收回，但遭受不良之影響至大。到三年十二月接財政部批示，正式取得“享有發行紙幣之權”。由於偽票之教訓，防止今後重現，特派員赴日本，定印五年版一百枚銅元票及一元之銀元票二種。此兩票上加蓋發行地名，以明分層負責。當時市間對此二票，均樂於使用，頓受歡迎。至六年冬，湖南銀行各票貶值不已，流通阻滯。於是實業銀行又印二百枚銅元票以應所需。七年四月，北洋軍第七師張敬堯部進駐長沙。湖南銀行終於停業設清理處。而立裕湘銀行以代，而裕湘所發之各票，亦艱於流退，不久亦折扣行用。
時湖南實業銀行當局鑒於府政之變異，省內地方不靖，多方受到牽制。調度維艱，終於周轉失靈。勉力維持至八年秋宣告停業。此時存外各票數字見表二，一時無法清理以了。直到國民軍次第光復湘鄂，後經國民政府財政部及新省府之敦促，於十八年設“湖南實業銀行清理處”清查資產，收回債權和變賣行產，收回所發各票為職責。經核實資產和負債，對回收各票之折價為微小，且時隔十年之後，持票人損失甚大。“湖南實業銀行清理處”直到二十二年十二月經當局審查後才撤銷，湖南實業銀行之名義至此方告結束。

## 鈔票
湖南實業銀行各票發行數見表一及表二。

注：湖南實業銀行總行行址：長沙樊西巷。
銀兩票/銅元票 折合為銀元數。銅元票
| 年份 | 總行長沙  | 常德    | 衡陽    | 祁陽  | 寧鄉    | 平江   |
| ---- | --------- | ------- | ------- | ----- | ------- | ------ |
| 元年 | 1,347,599 | 153,846 | -       | -     | -       | -      |
| 二年 | 2,019,040 | 154,600 | 181,500 | -     | 160,000 | -      |
| 三年 | -         | -       | -       | 3,800 | -       | -      |
| 四年 | 2,259,429 | -       | -       | 525   | -       | 91,666 |

| 日期           | 銀兩票         | 銀元票          | 銅元票           | 備注           |
| -------------- | -------------- | --------------- | ---------------- | -------------- |
| 五年三月       | 1,028,529兩    | 18,769元        | 982,200串        | 每串銅元100枚  |
| 八年秋停業時   | 499,329兩      | 60,969元        | 1,425,950串      |                |
| 十八年折價收回 | 每一兩票作90文 | 每一元票作150文 | 每100枚票作100文 | 10文合銅元一枚 |

| 年份 | 面值       | 印刷廠名       | 地名                  |
| ---- | ---------- | -------------- | --------------------- |
| 元年 | 1兩, 5兩   | 楚南印刷公司   |                       |
| 二年 | 洋銀1元    | 華生石印局     |                       |
| 二年 | 20枚, 30枚 | 湘鄂印刷公司   | -                     |
| 五年 | 100枚      | 日本印, 無廠名 | 長沙, 常德, 益陽 湘潭 |
| 五年 | 1元        | 日本印, 無廠名 | 長沙, 平江            |
| 六年 | 200枚      | 無廠名         |                       |

史密司：《中國紙幣》注有二種顏色，惟見黑色一種，另一種未見過。